# Гі Віллі Разанамасі
Гай Віллі Разанамасі (19 грудня 1928 — 18 травня 2011) — був малагасійським політиком, який обіймав посаду прем'єр-міністра Мадагаскару з 1991 по 1993 рік.

## Життєпис
Народившись в Антананаріву, Разанамасі працював фармацевтом та виробником ліків, перш ніж стати директором фармакологічного товариства «Кофарми» та вступити в політику. Він був обраний мером Антананаріву в 1980-х роках.
Президент Мадагаскару Дідьє Рацірака зазнав сильного тиску в серпні 1991 року, зіткнувшись із загальним страйком, конфлікт з урядом, сформований Комітетом активних сил (ФВ) під керівництвом Жана Ракотохарісона, і армія, яка неохоче виконує його накази, він замінив прем'єр-міністра Мадагаскару Віктор Рамахатра на Гай Віллі Разанамасі. Разанамасі закликав Комітет активних сил приєднатися до свого уряду і зміг переконати кількох осіб увійти до його першого кабінету, тоді в жовтні вдалося підписати угоду з опозицією скласти перехідний уряд максимум на вісімнадцять місяців. Хоча реальна влада була знята з Рацірака, Разанамаси залишився на посаді, і члени Комітету активних сил приєдналися до його розширеного кабінету. Він обіймав цю посаду до 1993 року.
У 1994 році Разанамасі знову став мером Антананаріву, відбувши свій п'ятирічний термін. На президентських виборах 1996 року він був кандидатом від Конфедерації громадянських товариств з розвитку, але взяв лише 1,2 % від загальної кількості голосів і вибув після першого туру